# Tingenes internet
Tingenes internet (engelsk: Internet of Things, forkortet IoT) refererer til unikt identificerbare objekter og deres virtuelle repræsentationer i et internetlignende struktur. Termen Internet of Things  blev første gang anvendt af Kevin Ashton i 1999.
Begrebet Internet of Things blev først populært gennem Auto-ID Centeret og relaterede markedsanalyse udgivelser.
RFID bliver ofte set som en forudsætning for Internet of Things. 
Hvis alle objekter og mennesker til dagligt var udstyret med radio tags, kunne de identificeres og lageroptælles af computere.
Men unik identifikation af ting kan opnås ved andre midler såsom stregkoder eller matrix-koder (f.eks. QR-kode).

## Manglende sikkerhed?
Der er kritik af tingenes internets it-sikkerhed, bl.a. grundet utilstrækkelig sikkerhedsniveau af krypteringen og for let netadgang - og tingene, fx professionelle nettilkoblede overvågningskameraer, DSL-modems, hjemmeroutere, køleskabe, toiletter, Smart-tv, bygningsautomatik, industriautomatik, videooptagere - bliver yderst sjældent opdateret for sårbarheder, hvis det i det hele taget er muligt at få sikkerhedspatchet firmware til dem.
Der har været nogle forslag til, hvordan sikkerheden kan forbedres. Et af dem er Trusted Platform Module med den rette test firmware ifølge Fraunhofer-Gesellschaft.

## IoT i erhvervslivet
Internet of Things, bruges af flere virksomheder til at digitalisere deres forretning. Her er det virksomhedens fysiske enheder, der bliver forbundet til internettet via IoT-devices, så de kan overvåges og styres digitalt. Det kan blandt andet hjælpe virksomheden til at reducere spild og sikre bedre udnyttelse af deres aktiver, da eksempelvis containere altid kan lokaliseres og derved aldrig bliver til en mistet enhed.
IoT har også vist flere eksempler på at optimere processer og arbejdsgange, så produktiviteten øges. Det kan eksempelvis være i forbindelse med at automatisere skraldebilens ruteplanlægning efter signalet fra skraldespanden, så der kun tømmes de skraldespande, der er registreret som fyldte.
I erhvervslivet er IoT implementeret inden for flere erhverv. Blandt andet findes digitaliseringen allerede i asset tracking, waste management, diverse monitorerings- og måleenheder, ældrepleje og landbrug.

### IoT kræver stærkt netværk og services
For at IoT kan tilføje den intelligente struktur til enheder, i både privat- og erhvervslivet, kræves det, at enhederne gnidningsfrit kan kobles på IoT-netværksteknologier, som NB-IoT og LTE-M. De to netværksteknologier er designet specifikt til Internet of Things, og de kan med langt større effektivitet, end 2G og 4G, indsamle relevante data fra enheder.
NB-IoT og LTE-M kræver, at IoT-enheden er i stand til at bruge de basale netværksservices, at enheden kan holde til at bruge den forventede mængde strøm, og at enheden samtidig kan bistå i at blive koblet på disse netværk under bevægelse.
IoT stiller krav til enheder, men giver til gengæld også mange økonomiske, optimerede og produktive muligheder. Derfor er det essentielt at sætte sig ind i IoT og dets betingelser, inden potentialet kan realiseres i henholdsvis den private som offentlige sektor.